# Nationaal park Aggtelek
Nationaal park Aggtelek (Hongaars: Aggteleki Nemzeti Park) is een nationaal park in het noorden van Hongarije. Het park is opgericht in 1985 en heeft een oppervlakte van 198,92 km2. In 1995 kwam het park samen met het aangrenzende Nationaal park Slowaakse Karst op de werelderfgoedlijst van de UNESCO met de omschrijving Grotten van de Aggtelek Karst en Slowaakse Karst. In het park zijn vele karstgrotten te vinden. Onder meer de grootste stalactietengrot, Baradlagrot, is in het park te vinden. De grot heeft een lengte van ruim 26 kilometer.
- Gemeinsame Normdatei: 4759108-0
- International Standard Name Identifier: 0000 0000 8647 4610
- Library of Congress Control Number: n99275325
- Nationale Bibliotheek van Tsjechië: xx0114063
- Nationale Bibliotheek van Israël: 987007549480005171
- Virtual International Authority File: 10145857776123020446